# マリー・ヴィソツキー島

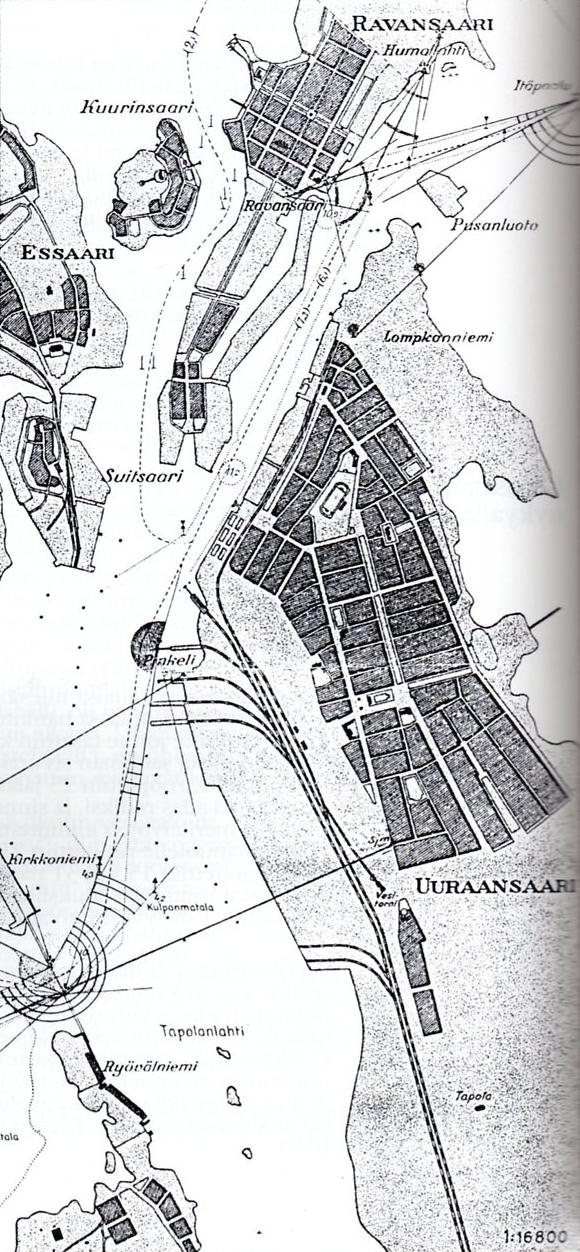
ヴィソツク (Uuras) 周辺を示すフィンランドの古い地図。マリー・ヴィソツキー島 (Ravansaari) は上端にある。

マリー・ヴィソツキー島（マリー・ヴィソツキーとう、Maly Vysotsky、ロシア語: Малый Высоцкий、フィンランド語: Ravansaari）は、ロシア北西部にあり、フィンランドが租借していた島である。ヴィボルグの南西12kmのヴィボルグ湾内、ヴィソツクのすぐそばに位置する。
1918年から1940年までの間は Ravansaari と呼ばれるフィンランド領で、林業に従事するフィンランド人が1,000人ほど居住していた。第二次世界大戦中の1940年に、周辺地域と共にソビエト連邦に併合されて、カレロ・フィン・ソビエト社会主義共和国の一部となった。1941年にフィンランド軍が奪回し、フィンランドに併合された。1944年6月に赤軍に占領されて再びソビエト連邦の一部となり、Maly Vysotsky に改名された。1963年に、サイマー運河と共にフィンランドが50年間租借する条約が結ばれた。
この租借条約に加えて、フィンランドからもロシアからも分離していることから、アマチュア無線ではこの島を独立した「エンティティ」として扱っていた（ハワイやアラスカと同様）。さらに、20世紀直前にアレクサンドル・ポポフが初めて無線通信実験を行なったのがこの付近であることから、DXペディション愛好者にとって魅力的な地となっていた。このようなペディションはすべてフィンランドとロシアのグループが行なっていて、初めて運用が行なわれたのは1988年である。
2010年にフィンランドとロシアの間で調印された新たなサイマー運河の租借条約にはこの島は含まれておらず、再びロシア政府が管理することになった。条約は2012年2月17日に発効した。また同日をもってアマチュア無線のDXCCエンティティリストから削除され削除済エンティティリストに掲載された。
2013年、租借期限を迎えた。
座標: 北緯60度38分22秒 東経28度33分58秒 / 北緯60.63944度 東経28.56611度